# Carybdea brevipedalia
Carybdea brevipedalia es un hidrozoo de la familia Carybdeidae.